# 橋詰知久
橋詰 知久（はしづめ ともひさ、4月13日 - ）は、日本の男性声優、ナレーター。大阪府豊中市生まれ、兵庫県出身。青二プロダクション所属。

## 略歴
大阪府豊中市で誕生し、吹田市で幼少期を過ごし、その後、兵庫県に移住。
中学2年生の頃から声優に憧れていたという。昔から声変わりが早かったことによりからかわれ続け、「自分の声変なのかな」と思い、元々のアニメ好きもあり、声優に興味を持ったという。その頃から「やりたいな」と思い、「声優になるにはどうしたら良いのか」と本を買いに走っていたが、10代の時は芸能界のため、親に言えず断念したという。
20歳の時、「目指すならこの年齢がラストチャンスかな」、「なれる訳ない」と思って、大阪府で遅めで遅めで養成所に入所。
その時、親にしきりに「なんで声優なんだ？」と言われていたという。「自分でもなんでなんだ」と思いながらもしたかったが、上手く行かず、WSといった講習を受けていたという。
声優になる前はエキストラを経験していた。ナレーションに活路を見出して始めたのも遅めで、がむしゃらだったという。
その後、別の養成所を経て、上京して2007年の秋にA&Gアカデミー4期として入学。終了時のオーディションのための対策講義があり、担当の講師からマンツーマンで1ヶ月ほど指導を受けていたという。オーディション当日、その講師は自分の予定をやりくりして来てくれており、橋詰のためにキューを振ってくれて落ち着いてできたという。結果、青二プロダクションに所属し、その講師がいなかったら事務所に入れなかったかもという。

## 人物
資格・免許は普通自動車免許普免、MIDI検定3級。趣味はシンセサイザー、DTM、ドラム。方言は関西弁。

## 出演
太字はメインキャラクター。

### テレビアニメ
2008年
- しゅごキャラ!!どきっ（2008年 - 2009年、エージェント、客）
- TYTANIA -タイタニア-（兵士、オペレーター）
- 美肌一族（ヘリパイロット）
- 魔法遣いに大切なこと 〜夏のソラ〜（中村一義）

2009年
- あにゃまる探偵 キルミンずぅ（大造サンダース）
- うっかりペネロペ（郵便屋さん）
- グイン・サーガ（ビウィス、モンゴール兵、パロ市民、アグラーヤの民）
- ONE PIECE（2009年 - 2022年、島民、獄卒、ギフターズ、ポーカー）

2010年
- デジモンクロスウォーズ（2010年 - 2012年、シーラモン、ベアモン、パンダモン、トループモン、メタルマメモンA 他） - 3シリーズ
- 咎狗の血（黒服）
- ドラゴンボール改（警察官）
- バトルスピリッツ 少年激覇ダン（異界兵3）
- リングにかけろ1 影道編（コーチ、男性客A、観客C）

2011年
- アスタロッテのおもちゃ!（大臣A）
- そふてにっ（男性教師）
- 探偵オペラ ミルキィホームズ サマー・スペシャル（駐車違反の男）
- 爆丸バトルブローラーズ ガンダリアンインベーダーズ（少年バトラー）
- ベン・トー（アラシD）

2012年
- 聖闘士星矢Ω（生徒2、ビートル兄）
- 戦姫絶唱シンフォギア（部隊長、一課職員）
- NARUTO -ナルト- SD ロック・リーの青春フルパワー忍伝（山賊A）
- パパのいうことを聞きなさい!（小鳥遊光信）
- Fate/Zero 2ndシーズン（ミトリネス）
- BRAVE10（忍者）
- モーレツ宇宙海賊（マスター・ドラゴン）
- リコーダーとランドセルシリーズ（警官B、生徒の父、男性俳優、通行人A、あつし父 他） - 2シリーズ

2013年
- 進撃の巨人（2013年 - 2021年、ベルトルト・フーバー） - 5シリーズ

2014年
- 暴れん坊力士!!松太郎（兄弟子）
- テラフォーマーズ
- 名探偵コナン（浅川信平）

2015年
- GANGSTA.（デリコ）
- 進撃!巨人中学校（ベルトルト・フーバー）
- 電波教師（客A）

2017年
- ALL OUT!!（佐野光）
- ドラゴンボール超（強盗、男）

2020年
- アサティール 未来の昔ばなし（盗賊、ジャーセム）

2024年
- 逃走中 グレートミッション（2024年 - 2025年、看守）

### 劇場アニメ
- 仏陀再誕－The REBIRTH of BUDDHA（2009年）
- ONE PIECE FILM STRONG WORLD（2009年）
- ONE PIECE FILM RED(2022)

### OVA
- 戦場のヴァルキュリア3 誰がための銃瘡（2011年、ダイト[18]）
- テラフォーマーズ「バグズ2号編」（2014年、ティン[19]）

### Webアニメ
- 聖闘士星矢 黄金魂 -soul of gold-（2015年、アスガルド兵、兵士、町民）
- レインボーファインダー（2021年、お父さん[20]）
- 悪魔くん（2023年、池谷）

### ゲーム
2009年
- 仮面ライダー クライマックスヒーローズ シリーズ（仮面ライダーイクサ）
  - 仮面ライダー クライマックスヒーローズ
  - 仮面ライダー クライマックスヒーローズW

- テイルズ オブ バーサス

2010年
- 仮面ライダー クライマックスヒーローズ オーズ（仮面ライダーイクサ）
- CLOCK ZERO 〜終焉の一秒〜

2011年
- 仮面ライダー クライマックスヒーローズ フォーゼ（仮面ライダーイクサ）
- 死神と少女
- 戦場のヴァルキュリア3 -Unrecorded Chronicles-（エリオット・オーツ、ダイト）

2012年
- オール仮面ライダー ライダージェネレーション2（仮面ライダーイクサ）
- 仮面ライダー 超クライマックスヒーローズ（仮面ライダーイクサ）
- 新・剣と魔法と学園モノ。刻の学園（ネロ）
- バイナリードメイン
- ペルソナ4 ザ・ゴールデン
- 龍が如く5 夢、叶えし者

2013年
- 真・三國無双7 猛将伝（法正）

2014年
- Vinculum Hearts 〜アイリス魔法学園〜（マティアス＝アーチボルド）
- 真・三國無双7 Empires（法正）

2015年
- 重装機兵レイノス（ラルフ＝ゾウサリー軍曹、エリック・アルザス中尉）
- スーパーロボット大戦BX
- 大正×対称アリス（猟師）

2016年
- 進撃の巨人（ベルトルト・フーバー）
- 大正×対称アリス all in one（猟師）

2017年
- 進撃の巨人 死地からの脱出（ベルトルト・フーバー）
- 恋愛プリンセス 〜ニセモノ姫と10人の婚約者〜（リアム＝ミラー）
- 大正×対称アリス HEADS & TAILS（猟師）

2018年
- 真・三國無双8（法正）
- 進撃の巨人2（ベルトルト・フーバー）
- スーパーロボット大戦X
- OVER HIT（リオン）
- 白猫プロジェクト（デクスター）
- 無双OROCHI 3（法正）
- クイズRPG 魔法使いと黒猫のウィズ（カサルリオ・マティ）
- GOD EATER 3（リカルド・スフォルツァ）
- テイルズ オブ ザ レイズ ミラージュプリズン（デミトリアス）

2019年
- 共闘ことばRPG コトダマン（ベルトルト・フーバー）
- スーパーロボット大戦T
- 鬼ノ哭ク邦（カガチ、ソウジュ）
- ブレイドエクスロード（イングラム・ブローバック）

2020年
- KAMEN RIDER memory of heroez（ウヴァ、サメヤミー）

2022年
- ライブアライブ（おぼろ丸）
- ドラゴンボール ザ ブレイカーズ（サバイバー）

2023年
- 龍が如く7外伝 名を消した男

2024年
- 逆転オセロニア（ルキウス）

### 吹き替え
- No Straight Roads（DJサブアトミック・スーパーノヴァ）

### ボイスオーバー
- BS世界のドキュメンタリー（NHK BS） 
  - 実録 マリウポリの20日間（2024年、ミスティスラフ・チェルノフ）

### デジタルコミック
- Beeマンガ（dTV）進撃の巨人（ベルトルト・フーバー）
- dTV バトルスタディーズ（檜研志）

### ドラマCD
- アルトネリコ2 世界に響く少女たちの創造詩 ドラマCD Vol.3 SIDE ジャクリ（神聖政府軍騎士）
- 俺様ティーチャー ドラマCD第3弾 花とゆめ2013年5号付録（大久保寿）
- ヒトガタナ（男B）
- ペルソナ3 Vol.5（不良1）
- 女神異聞録デビルサバイバー
- 朗読 死神と少女
- ロミオとジュリエット（モンタギュー）
- GANGSTA.ドラマCDシリーズ（デリコ）
- Fate/Prototype 蒼銀のフラグメンツ Drama CD（ナイジェル・セイワード[37]）

#### BLCD
- オトコ心
- きみが恋に溺れる3（礼一郎の父）
- 座布団（可笑亭気楽）
- 鮫島くんと笹原くん（友人）

### ラジオ
- 超!A&Gミュージック+（超!A&G+：2008年 - 2009年2月）金曜日パーソナリティー
- 超!A&Gミュージック+30（超!A&G+：2009年3月 - 2010年12月）水曜日パーソナリティー
- 進撃!巨人中学校 ほうかごらじお（音泉：2015年10月12日 - 2016年3月21日）

### テレビナレーション
- NHK高校講座 地学基礎 ‐ NHKEテレ
- SUPER SURPRISE「爆笑ルポルタージュ」 - 日本テレビ
- 二匹目のどじょう - 日本テレビ
- MotoGP - 日本テレビ
- さんま＆手越のサッカークラブW杯決勝戦直前SP - 日本テレビ
- 絶対に笑ってはいけない地球防衛軍24時 - 日本テレビ
- サタデーバリューフィーバー 妻は見た!偉人のすっぴん〜ある夫婦の愛の物語〜 - 日本テレビ
- FIFA CWCハイライト - 日本テレビ
- イチハチ - TBS
- オビラジR - TBS
- 今、この顔がスゴい！ - TBS
- MAKE TV - TBS
- 水トク! 「1番だけが知っている」各界の1番が魂震えたスゴイ日本人がいたぞSP - TBS
- ついに決戦！ボクシング亀田興毅V4戦 - TBS
- 史上初！世界王者決定戦 井岡VS八重樫 - TBS
- 恋するゲームパーク キュンデレ - TBS
- 「The Partner 〜愛しき100年の友へ」ナビ - TBS
- 「夫のカノジョ」ナビ - TBS
- 「警部補　杉山晋太郎」ナビ - TBS
- 「おやじの背中」＆「東京スカーレット〜警視庁NS係」ナビ - TBS
- 「ホワイト・ラボ〜警視庁特別科学捜査班〜」ナビ - TBS
- 女子バレーボールワールドグランプリ2009 - フジテレビ
- バレーボール・ネイション - フジテレビ
- 体操の達人 美しき求道者たちの系譜〜跳べ!体操ニッポン〜 - フジテレビ
- とんねるずのみなさんのおかげでした - フジテレビ
- キリンチャレンジカップ 日本VSジャマイカ - フジテレビ
- 映画「バンクーバーの朝日」のすべて - フジテレビ
- ビートたけしのTVタックル - テレビ朝日
- 知りたガーリー - テレビ東京
- アウトレイジビヨンド　特番 - テレビ東京
- リオデジャネイロオリンピック - テレビ東京
- 栄光への挑戦！チームジャパン アメリカズカップ 激闘ドキュメント - テレビ東京
- 週刊報道 Biz Street - BS-TBS
- 松井秀喜 背番号55の野球道〜恩師・長嶋茂雄との「絆」〜 - BS-TBS
- NYに愛された男 松井秀喜〜背番号55 もう一つの物語〜 - BS-TBS
- 巨人軍最強伝説 4番打者 - BS-TBS
- 巨人軍最強伝説 エースナンバー18 - BS-TBS
- 球童 伊良部秀輝〜生き続ける野球愛〜 - BS-TBS
- 滝川クリステルのDrive Cafe - BS-TBS
- 東北魂TV - BSフジ
- 大竹まことの金曜オトナイト - BS Japan
- グアルディオラ　すべてはバルサのために - WOWOW
- サッカー代理人　ジョルジュ・メンデス　最強の交渉術 - WOWOW
- リーガ・エスパニョーラ　12-13シーズン総集編 - WOWOW
- バカヂカラ - TOKYO MX
- 体感!デジタルパワーがやってくる - NHK BShi
- チュートリアル福田のMoto GP 大座談会 - BS日テレ
- pIZZA-LAスポーツスペシャル 2009プロボウリングレディース新人戦 - BS日テレ
- モンスターロック - スペースシャワーTV
- PINGプレイ ユア ベスト ゴルフチャレンジ - CS
- ザ・50回転ズのロックンロール予備校 - CS
- カモンビギナーウェルカムボートレース - CS
- UFCの時間 - ひかりTV
- キッズお仕事探検隊 - JCNマイテレビ

### 朗読劇
- ブルーモーメント第一回公演 「菖蒲畑で見る夢は」（咲人）

### 同人活動
- サークル獅子唐組　「夢先案内ラジオ」- 声優・BGM制作

### 写真展
- 「闇の王展」モデル

### その他コンテンツ
- ネタのジャンル決戦! THEおもしろキング（テレビ朝日） - DJ
- 進撃の声優 大集合!（NHK総合）
- 世界!極タウンに住んでみる（フジテレビ） - ボイスオーバー
- 今日から俺は!!（日本テレビ） - 副音声（アイパートナー）
- 3年A組-今から皆さんは、人質です-（日本テレビ） - 副音声（アイパートナー）
- あなたの番です（日本テレビ） -  副音声（アイパートナー）
- ニッポンノワール-刑事Yの反乱-（日本テレビ） - 副音声（アイパートナー）
- BeeTVナビ - ナレーション
- JリーグオフィシャルDVD 川崎フロンターレ編 - ナレーション
- MotoGP Evolution of Species（種の起源） - ナレーション
- レッドクリフ Part II -未来への最終決戦- CF
- X JAPAN カウントダウンライブ CF
- KARL WOLF　デビューアルバム 「カール・ウルフ」CMスポット
- Kiramune Music Festival 2009 - OPナレーション
- 声優チャット
- 超人的シェアハウスストーリー『カリスマ』（2021年 - 、天堂天彦）
- 燈の守り人～幻想夜話～（2022年、湯島灯台[38]）
- 燈の守り人 灯台音声ガイド 熊本県上天草市 湯島灯台（2022年）[38] - ナビゲーター

## ディスコグラフィ

### キャラクターソング
| 発売日        | 商品名                                                                 | 歌                                                               | 楽曲                  | 備考                             |
| ------------- | ---------------------------------------------------------------------- | ---------------------------------------------------------------- | --------------------- | -------------------------------- |
| 2017年5月24日 | 進撃の巨人 キャラクターイメージソングシリーズ Vol.05 Alternative Drive | ベルトルト・フーバー（橋詰知久）、ライナー・ブラウン（細谷佳正） | 「Alternative Drive」 | テレビアニメ『進撃の巨人』関連曲 |
| 2019年6月26日 | 大正×対称アリス デュエットソングシリーズ vol.2 猟師&白雪               | 猟師（橋詰知久）、白雪（蒼井翔太）                               | 「MIDWINTER GIFT」    | ゲーム『大正×対称アリス』関連曲  |
| 2019年6月26日 | 大正×対称アリス デュエットソングシリーズ vol.2 猟師&白雪               | 猟師（橋詰知久）                                                 | 「MIDWINTER GIFT」    | ゲーム『大正×対称アリス』関連曲  |

### シリーズ一覧
1. ↑  （無印）（2013年）、Season 2（2017年）、Season 3 Part 1（2018年）、Season 3 Part 2（2019年）、The Final Season Part 1（2020年 - 2021年）